# Ялбжиковский, Ромуальд
Ромуальд Ялбжиковский (пол. Romuald Jałbrzykowski; 7 февраля 1876 — 19 июня 1955) — польский католический епископ. С 1925 по 1926 год — епископ Ломжи. С 1926 вплоть до смерти в 1955 году — архиепископ Вильнюса.

## Биография
Родился в деревне Лентово-Домб, ныне гмина Колаки-Косцельне, Подляское воеводство, Польша. Закончил католическую семинарию и духовную академию в Санкт-Петербурге. 9 марта 1901 года рукоположён в священники. 29 июля 1918 года назначен викарным епископом епархии Августова (ныне Епархия Ломжи), вместе с назначением получил звание титулярного епископа Кус (Cusae). Епископская хиротония состоялась 30 ноября 1918 года.
14 декабря 1925 года стал епископом Ломжи. Пробыл в этой должности всего полгода, поскольку уже 24 июня 1926 года назначен архиепископом Вильно. Ялбжиковский стал вторым по счёту архиепископом Вильно (Вильнюса) и первым реально занявшим эту должность, поскольку первый архиепископ созданной в 1925 году архиепархии Ян Цепляк умер в феврале 1926 года в США, не успев приехать в Польшу (в 1922—1939 годах Вильнюс входил в состав Польши).
На посту архиепископа Ялбжиковский поддерживал политику полонизации Виленского края, в капитуле архиепископии не было ни одного литовца. Даже после передачи 10 октября 1939 года Вильнюса Литве, архиепископ противился усилению литовского влияния, разрешение читать проповеди на литовском он дал только в декабре 1939 года и только для ограниченного числа храмов.
В 1935 году архиепископ Ялбжиковский разрешил святой Фаустине Ковальской впервые публично показать верующим в Острой браме икону Иисус, уповаю на Тебя, что стало началом распространения в Католической церкви культа Божественного милосердия.
В 1942 году был арестован оккупировавшими Литву немецкими войсками. Находился в тюрьме до освобождения Литвы Красной Армией в 1944 году, впрочем в январе 1945 года был арестован уже советскими властями, через месяц освобождён и выслан в Польшу. Резиденция архиепископа Ялбжиковского находилась в Белостоке, с 1945 года Белосток был включён в митрополию Вильнюса, а архиепископ Вильнюса одновременно исполнял функции апостольского администратора Белостока, в котором находился сокафедральный собор вильнюсской архиепархии. Хотя в период 1945—1955 годов архиепископ Ялбжиковский не имел возможности посетить Вильнюс, он продолжал считаться законным архиепископом.
Умер 19 июня 1955 года в Белостоке. Похоронен в кафедральном соборе города.